# Chlamydocystis captiva
Chlamydocystis captiva is een soort in de taxonomische indeling van de Myzozoa, een stam van microscopische parasitaire dieren. Het organisme komt uit het geslacht Chlamydocystis en behoort tot de familie Lecudinidae. Chlamydocystis captiva werd in 1910 ontdekt door Dogel.